# Godło Papui-Nowej Gwinei

Godło Papui-Nowej Gwinei

Godło Papui-Nowej Gwinei przedstawia cudowronkę krasnopiórą (Paradisaea raggiana) siedzącą na bębnie (zwanym kundu) nad tradycyjną włócznią i harpunem.
Godło ma symbolizować jedność i wspólnotę.
Godło powstało w 1971 roku, zatwierdzone do użytku zostało w 1973 roku i potwierdzone w konstytucji Papui-Nowej Gwinei z 15 sierpnia 1975 roku.

## Historia

### Północno-wschodniaNowa GwineaiArchipelag Bismarcka

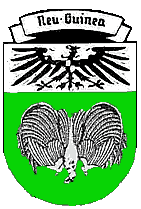
Nowa Gwinea Niemiecka 1899–1914
Proponowany herb niemieckiej Nowej Gwinei
Nowa Gwinea Australijska 1921–1942 i 1945–1949 (T.N.G.– Territory of New Guinea)

### Południowo-wschodnia Nowa Gwinea

Brytyjski protektorat Papui 1884–1888 (N.G.- New Guinea)
Nowa odznaka wprowadzona po aneksji Brytyjskiej 1888–1906 (B.N.G.-British New Guinea)
Po przekazaniu terytorium Australii, wykorzystywana w latach 1906–1949

### Terytorium Papui i Nowej Gwinei

Herb Australii używany na terenie całego kraju po połączeniu obu części 1949–1971

## Inne

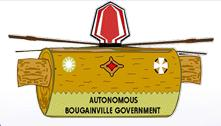
Godło Regionu autonomicznego Bougainville 1978